# Археология Павловского Посада
В Павлово-Посадском районе Московской области насчитывается 43 археологических памятника. Наиболее древние из них, например, стоянки Большие Дворы , Ковригино, Павловский Посад 1 относятся к эпохе мезолита. Однако исходя из того, что в соседнем Орехово-Зуевском районе всего в нескольких километрах от границы с Павлово-Посадским районом найдена палеолитическая стоянка (Беливо 3), можно сделать вывод, что человек присутствовал на территории П.-П. района уже в эпоху палеолита.

## Дореволюционные исследования
Первые крупные археологические исследования были проведены около села Казанское (Меря) в 1880-х гг. А. П. Богдановым. Им была обнаружена одна из самых крупных групп в 100 могильных курганов XI—XIII вв.
В 1915 году работу по их изучению вел московский археолог В. Д. Калитин. Часть артефактов сейчас находится в Пенсильванском музее в Филадельфии (США), куда археологические находки попали в 1930-х гг. в порядке научного обмена.

## Советский период
Раскопки близ села Казанское возобновили в 1925 г. Е. Н. Липеровская и В. П. Левина. Известно, что в одном из курганов был извлечен костяк мужчины с бронзовой привеской в виде конька, две грибовидные бронзовые пуговицы для одежды. В женских захоронениях найдены височные кольца, бронзовые браслеты, шейная гривна.
Височные кольца свидетельствуют о том, что Подмосковье в XI—XII вв. было населено вятичами и кривичами. Конек с бубенчиками, служивший украшением к поясу, носили представители угро-финских племен: меря, мурома и другие, те, что ранее населяли эту территорию, а затем были поглощены славянами. От них бронзовая привеска попала к славянам. В этой связи показательно, что буквально вплотную к Старой Мере (ныне деревня Грибаново) примыкает деревня Криулино (такое название встречается в Смоленской и Могилевской областях).
Зареченская археологическая экспедиция Института археологии АН СССР под руководством Е. И. Дикова позволила сделать выводы об экономических и культурных связях между племенами вятичей и кривичей.
Раскопки археологов Е. И. Дикова и В. В. Сидорова обнаружили две стоянки древнего человека на территории района: Городскую и Зареченскую — при слиянии рек Клязьмы и Вохны.
Городская стоянка, обнаруженная в 1965-66 гг., имела площадь в 250 м². На стоянке было обнаружено:
- керамика из местной глины;
- кремнёвые орудия труда: скребок, нож, отбойник;
- два каменных топора сверлильного типа.

По наличию каменных топоров стоянка отнесена к фатьяновской культуре.
Зареченская стоянка несколько меньше — всего 148 м², была обнаружена в 1969 г. В центре жилища были найдены: очаг, а также кремнёвые ножи, скребки, наконечники стрел, резцы, сверла. Техника сверления, шлифовки там более развита. Наконечники стрел имели четкие пропорции и вид в зависимости от дичи. Предметы культа: женские украшения (погремушка, амулет «летящая птица» из камня); бронзовые предметы; нож — элемент поздняковой культуры. Жившие в то время племена именовались Поздняковскими. Это было крупное родовое племя, производившее все необходимое для жизни. Среди занятий племени были охота, рыболовство, скотоводство, металлургия, частично земледелие.